# Jones Mountains
Die Jones Mountains sind eine isolierte Gruppe von Bergen im westantarktischen Ellsworthland. Mit überwiegend ostwestlicher Ausrichtung erstrecken sie sich über eine Länge von 43 km entlang der Eights-Küste in einer Entfernung von 80 km südlich der Dustin-Insel.
Kartenmaterial, das im Zuge der United States Antarctic Service Expedition (1939–1941) entstand, zeigen ein Gebirge in der nahen Umgebung der für die Jones Mountains ermittelten Position einschließlich der Dustin- und der Thurston-Insel. Daraus lässt sich schlussfolgern, dass die Jones Mountains bei einem Überflug am 27. Februar 1940 erstmals gesichtet wurden. Sie tauchen zudem in einiger Entfernung auf Luftaufnahmen auf, die am 30. Dezember 1946 bei der US-amerikanischen Operation Highjump (1946–1947) entstanden. Eine weitere dokumentierte Sichtung erfolgte bei einem Überflug am 22. Januar 1960 durch den Seismologen Edward C. Thiel und den Geologen John Campbell Craddock mit Unterstützung durch die United States Navy. Die Benennung geht auf einen Vorschlag von Thiel und Craddock zurück. Namensgeber ist Thomas Oswell Jones (1908–1993), Verantwortlicher der National Science Foundation für das United States Antarctic Research Program von 1958 bis 1978.